# Taninges
Taninges ist eine französische Gemeinde im Département Haute-Savoie in der Region Auvergne-Rhône-Alpes. Sie gehört zum Kanton Cluses im Arrondissement Bonneville.

## Geographie
Taninges liegt auf 644 m, nördlich von Cluses, etwa 35 Kilometer ostsüdöstlich der Stadt Genf (Luftlinie). Das Dorf erstreckt sich am nördlichen Rand des breiten Tals des Giffre beidseits des Foron, der hier die Talebene erreicht, in den Savoyer Alpen am Südfuß der Pointe de Marcelly, im Faucigny.
Die Fläche des 42,66 km² großen Gemeindegebiets umfasst einen Abschnitt der Savoyer Alpen. Die südliche Grenze verläuft entlang dem Giffre, einem rechten Seitenfluss der Arve, der hier in einem breiten und weitgehend natürlichen Kiesbett von Osten nach Westen fließt. Vom Flusslauf erstreckt sich das Gemeindeareal nordwärts über die Talaue und die fast 2 km breite Schwemmebene. Der nördliche Gemeindeteil umfasst weite Teile des Einzugsgebietes des Dorfbachs Foron in einem stark reliefierten Bereich der Chablais-Alpen. Das tief eingeschnittene Kerbtal wird im Osten von den Höhen des Roc des Mais (1444 m), im Westen von der Hochfläche von Le Praz-de-Lys flankiert. Im Nordwesten bilden die Kalkgipfel der Pointe de Marcelly (mit 2000 m die höchste Erhebung von Taninges), der Pointe du Haut Fleuri (1980 m) mit dem Bergsee Lac du Roy, sowie der Col de la Ramaz und die Pointe d’Uble (1963 m) die Grenze.
Zu Taninges gehören neben dem eigentlichen Ortskern auch zahlreiche weitere Dörfer, Siedlungen und Weiler sowie Gehöfte, darunter:
- Les Verchères (620 m) im Tal des Giffre
- Flérier (625 m) im Tal des Giffre
- La Palud (630 m) im Tal des Giffre
- Plonnex (640 m) im Tal des Giffre
- Verdevant (650 m) im Tal des Giffre
- Jutteninges (655 m) im Tal des Giffre
- Etry (923 m) am nördlichen Talhang des Giffre
- Avonnex (800 m) auf dem Geländevorsprung zwischen den Tälern von Giffre und Foron
- Vers le Mont (820 m) am nördlichen Talhang des Giffre
- Rond (950 m) an einem Sonnenhang im Tal des Foron
- Fry (967 m) im Bereich des Zusammenflusses von Arpettaz und Foron
- Le Praz-de-Lys (1450 m), ein Ferienzentrum auf einer ausgedehnten Hochfläche östlich der Pointe de Marcelly

Nachbargemeinden von Taninges sind La Côte-d’Arbroz und Les Gets im Norden, Verchaix im Osten, La Rivière-Enverse und Châtillon-sur-Cluses im Süden sowie Mieussy im Westen.

## Geschichte
Erstmals urkundlich erwähnt wird Taninges 1263 unter dem Namen Taningis. Das Dorf entwickelte sich neben dem 1285 von Béatrix de Faucigny gegründeten Kartäuserkloster Mélan. Im Mittelalter gehörte Taninges zur Herrschaft Faucigny. Als Teil der Dauphiné gelangte der Ort 1349 an Frankreich, wurde aber im Vertrag von Paris 1355 in einem Länderabtausch an die Grafen von Savoyen abgegeben. Danach teilte Taninges das Schicksal Savoyens. Der schon früh befestigte Ort erhielt im 15. Jahrhundert Freiheitsrechte.

## Sehenswürdigkeiten

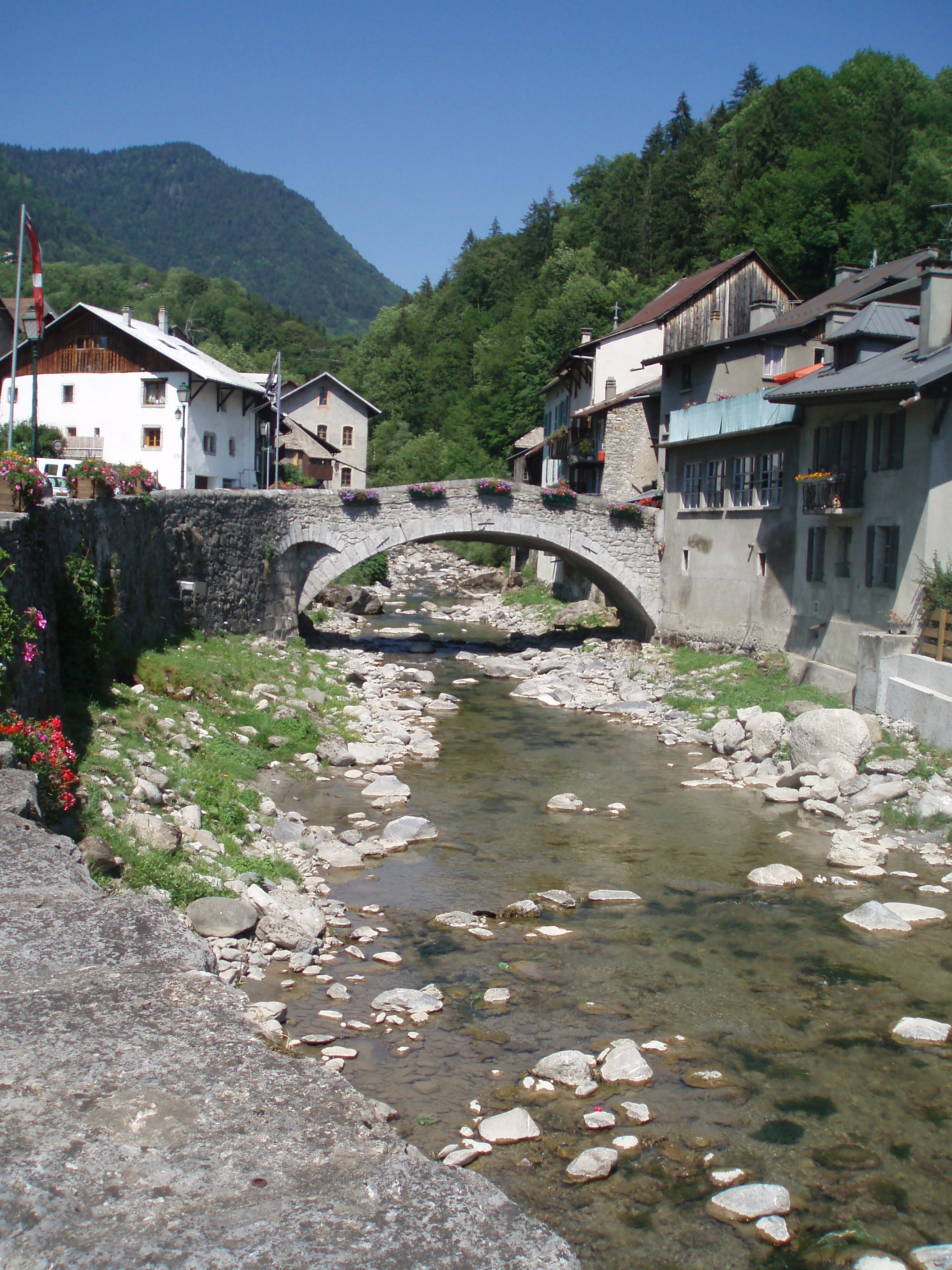
Ortskern mit dem Dorfbach Foron

Taninges besitzt einen sehenswerten alten Ortskern mit Bürgerhäusern im typischen savoyischen Baustil aus dem 17. bis 19. Jahrhundert. Die Kirche Saint-Jean-Baptiste wurde von 1826 bis 1834 im Stil des Neoklassizismus errichtet. Die Brücke über den Dorfbach Foron und die Kapelle Sainte-Anne stammen aus dem späten 16. Jahrhundert. In der Ebene südöstlich des Ortskerns befindet sich das ehemalige Kartäuserkloster Mélan. Es fiel 1967 einem Brand zum Opfer, wobei die Kirche und der Kreuzgang mehrheitlich verschont blieben. Die Bausubstanz der Klosterkirche stammt aus dem 13. und 14. Jahrhundert, während der Kreuzgang um 1530 im spätgotischen Stil erbaut wurde.
In den Weilern außerhalb von Taninges gibt es mehrere Kapellen, von denen diejenige in Flérier (im gotischen Stil aus dem 13. Jahrhundert) und die Kapelle Saint-Jacques aus dem 17. Jahrhundert in Le Praz-de-Lys besonders zu erwähnen sind.

## Bevölkerung
| Jahr                       | 1962 | 1968 | 1975 | 1982 | 1990 | 1999 | 2006 |
| Einwohner                  | 1969 | 2109 | 2354 | 2682 | 2791 | 3140 | 3394 |
| Quellen: Cassini und INSEE |      |      |      |      |      |      |      |

Mit 3501 Einwohnern (Stand 1. Januar 2022) gehört Taninges zu den mittelgroßen Gemeinden des Département Haute-Savoie. Seit Ende der 1960er Jahre wurde dank der schönen Wohnlage eine deutliche Bevölkerungszunahme verzeichnet. Am aussichtsreichen Südhang oberhalb des Ortes wurden zahlreiche Einfamilienhäuser gebaut.

## Wirtschaft und Infrastruktur
Taninges war bis weit ins 20. Jahrhundert hinein ein vorwiegend durch die Land- und Forstwirtschaft geprägtes Dorf. Heute gibt es verschiedene Betriebe des Klein- und Mittelgewerbes. Viele Erwerbstätige sind Wegpendler, die in den größeren Ortschaften der Umgebung ihrer Arbeit nachgehen. In den letzten Jahrzehnten hat sich Le Praz-de-Lys auf dem Hochplateau zusammen mit dem benachbarten Sommant (Gemeinde Mieussy) zu einem wichtigen Touristenort entwickelt, wodurch sich in der Gemeinde ein deutlicher wirtschaftlicher Aufschwung einstellte. Le Praz-de-Lys ist sowohl auf den Sommertourismus als auch auf den Wintertourismus (verschiedene Bergbahnen und Skilifte) spezialisiert.
Die Ortschaft ist verkehrsmäßig recht gut erschlossen. Sie liegt an der Kreuzung der Hauptstraße D907 (von Annemasse nach Samoëns) mit der D902, welche von Cluses via Morzine nach Thonon-les-Bains führt. Der nächste Anschluss an die Autobahn A40 befindet sich in einer Entfernung von rund zwölf km.